# Ministère de coordination du Développement humain et des Affaires culturelles
Le Ministère de coordination du Développement humain et des Affaires culturelles de l'Indonésie (en indonésien : Kementerian Koordinator Bidang Pembangunan Manusia dan Kebudayaan, souvent abrégé en Kemenko PMK) est le ministère du cabinet indonésien chargé de la coordination et de la planification des politiques publiques dans les domaines du développement humain et de la culture. 
À ce titre il coordonne l'action de huit ministères (Religions ; Éducation & Culture ; Recherche, Technologie & Enseignement supérieur ; Santé ; Affaires sociales ; Villages, Développement des zones défavorisées & Transmigration ; Autonomisation des femmes & Protection de l'enfance ; Jeunesse & Sports). 
Ce ministère est dirigé par un ministre coordinateur. Le ministre coordinateur actuel est Muhadjir Effendy.

## Historique
Avant 2014, il portait le nom de ministère de coordination pour le Bien-être du peuple (Kementerian Koordinator Kesejahteraan Rakyat, abrégé en Kemenko Kesra).

## Ministères coordonnés
1. Ministère des Religions,
2. Ministère de l’Éducation et de la Culture,
3. Ministère de la Recherche, de la Technologie et de l'Enseignement supérieur,
4. Ministère de la Santé,
5. Ministère des Affaires sociales,
6. Ministère des Villages, du Développement des zones défavorisées et de la Transmigration,
7. Ministère de l'Autonomisation des femmes et de la Protection de l'enfance,
8. Ministère de la Jeunesse et des Sports.